# Fauna do Pantanal
A fauna do Pantanal Matogrossense (ou simplesmente fauna pantaneira) é o conjunto de espécies animais encontradas no Pantanal, bioma característico do sudoeste de Mato Grosso e oeste e noroeste de Mato Grosso do Sul.
É considerado um dos ecossistemas mais ricos do mundo no que diz a respeito da diversidade de espécies animais. Acredita-se existir aproximadamente 650 espécie de aves, 234 espécies de peixes, 134 espécies de mamíferos e 100 espécies de répteis.

## Principais espécies típicas

### Répteis
Os mais encontrados da região são a iguana (espécie herbívora que faz seus ninhos junto às margens dos rios) e o jacaré.
Há alguns anos, o jacaré encontrava-se em ameaças de extinção, em decorrência da caça ilegal. Hoje, porém, afirma-se que há mais de três milhões de jacarés adultos na região, vivendo em rios, lagoas e corixos.

### Aves

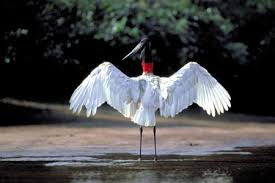
Jaburu (Também conhecida como Tuiuiú)

São encontradas as mais variadas espécies de pássaros e aves em todo o bioma. O tuiuiú, considerado o símbolo do Pantanal, pertence à família das cegonhas europeias, podendo medir mais de 1,5m e pesar dez quilos.
Outra espécie marcante do Pantanal, presente na lista dos ameaçados de extinção, a arara-azul pode ser avistada nas proximidades das fazendas. Na época do acasalamento, ocorre a separação em casais, dando origem a ninhos na parte oca das árvores.
Outros exemplos de espécies encontradas são o colhereiro, o biguá, a andorinha, o gavião-preto, o gavião-de-penacho, o Chororó do Pantanal e a garça.

### Mamíferos
Duas importantes espécies estão ameaçadas de extinção: o lobo-guará e a ariranha. A onça-pintada é um dos animais de maior porte, junto com a onça-parda (ou suçuarana). Veados, macacos e capivaras também merecem destaque quanto à ocorrência no bioma.
Há grande quantidade de cabeças de gado e um forte desenvolvimento da pecuária ao longo dos mais de 250.000 km² de superfície da região.

### Peixes
Piranha, curimbatá, pacu, pintado e dourado são algumas dos diversos tipos de peixes encontrados nos rios, lagoas e corixos da região.

## Problemas ecológicos
A caça indiscriminada e predatória de animais como jacarés e ariranha (para obter couro e pele), a pesca na piracema (período de reprodução dos peixes, onde é vedada a atividade pesqueira nos cursos d'água), o fechamento de bocas de baías (berçários da ictiofauna pantaneira)na região do Caronal (início do leque aluvial do rio Taquari) por latifúndios de pecuária e o desequilíbrio ecológico (causado pela matança de algumas espécies) são os mais graves problemas relacionados à fauna pantaneira.